# Sdružení obcí mikroregionu Bystřička
Sdružení obcí mikroregionu Bystřička je dobrovolný svazek obcí v okresu Olomouc, jeho sídlem je Velká Bystřice a jeho cílem je spolupráce obcí. Sdružuje celkem 12 obcí a byl založen v roce 1999.

## Obce sdružené v mikroregionu
- Bukovany
- Bystrovany
- Daskabát
- Doloplazy
- Hlubočky
- Kozlov
- Mrsklesy
- Přáslavice
- Svésedlice
- Tršice
- Velká Bystřice
- Velký Újezd